# Рей Остін
Рей Остін (англ. Ray Austin; 31 жовтня 1970, Клівленд) — американський боксер.

## Біографія
Спортивну кар'єру розпочав порівняно пізно — у віці 28 років. Перший бій програв за очками маловідомому боксеру Чарльзу Хетчеру, проте наступні чотирнадцять боїв закінчилися перемогами Остіна.
Друга поразка, також за очками, відбулася у 2000 році в бою з Гарольдом Скунерсом. У липні 2001 програв Аттілі Левіну. Бій закінчився технічним нокаутом у передостанньому дев'ятому раунді.
У 2002—2005 роках виграв кілька боїв проти менш відомих бійців, а в боях з Зурі Лоуренсом та Ларрі Дональдом здобував нічиї.
Несподівано у вересні 2005 року отримав можливість боксувати проти Оуена Бека. Ставкою було друге місце в рейтингу IBF і можливість відбіркового поєдинку за звання чемпіона. Остін виграв розділеним рішенням суддів.
28 липня 2006 року зустрівся з Султаном Ібрагімовим у відбірковому поєдинку перед боєм за звання чемпіона світу у важкій вазі за версією IBF. Поєдинок закінчився внічию. Можливість бою з захисником звання чемпіона Володимиром Кличком отримав саме Остін. 10 березня 2007 року Кличко в другому раунді нокаутував Остіна.
7 листопада 2008 Остін переміг технічним нокаутом в 1 раунді Анджея Ґолоту.